# Złoty Glob za najlepszy pełnometrażowy film animowany
Złoty Glob za najlepszy pełnometrażowy film animowany jest to kategoria Złotych Globów, przyznawana od 2006 roku przez Hollywoodzkie Stowarzyszenie Prasy Zagranicznej.
W latach 2007–2009 tylko trzy filmy były nominowane do najlepszego filmu animowanego, w przeciwieństwie do większości Złotych Globów, w których przyznaje się po pięć nominacji. Obecnie przyznaje się po pięć nominacji.

## Lista nominowanych i zwycięzców

### 2006–2009
| Rok  | Film                              |
| ---- | --------------------------------- |
| 2006 | Auta                              |
| 2006 | Happy Feet: Tupot małych stóp     |
| 2006 | Straszny dom                      |
| 2007 | Ratatuj                           |
| 2007 | Film o pszczołach                 |
| 2007 | Simpsonowie                       |
| 2008 | WALL·E                            |
| 2008 | Piorun                            |
| 2008 | Kung Fu Panda                     |
| 2009 | Odlot                             |
| 2009 | Klopsiki i inne zjawiska pogodowe |
| 2009 | Koralina i tajemnicze drzwi       |
| 2009 | Fantastyczny pan Lis              |
| 2009 | Księżniczka i żaba                |

### 2010–2019
| Rok  | Film                       |
| ---- | -------------------------- |
| 2010 | Toy Story 3                |
| 2010 | Zaplątani                  |
| 2010 | Jak ukraść księżyc         |
| 2010 | Iluzjonista                |
| 2010 | Jak wytresować smoka       |
| 2011 | Przygody Tintina           |
| 2011 | Artur ratuje gwiazdkę      |
| 2011 | Auta 2                     |
| 2011 | Kot w butach               |
| 2011 | Rango                      |
| 2012 | Merida Waleczna            |
| 2012 | Frankenweenie              |
| 2012 | Hotel Transylwania         |
| 2012 | Strażnicy marzeń           |
| 2012 | Ralph Demolka              |
| 2013 | Kraina lodu                |
| 2013 | Krudowie                   |
| 2013 | Minionki rozrabiają        |
| 2014 | Jak wytresować smoka 2     |
| 2014 | Wielka szóstka             |
| 2014 | Księga życia               |
| 2014 | Pudłaki                    |
| 2014 | Lego: Przygoda             |
| 2015 | W głowie się nie mieści    |
| 2015 | Anomalisa                  |
| 2015 | Dobry dinozaur             |
| 2015 | Fistaszki: Wersja kinowa   |
| 2015 | Baranek Shaun              |
| 2016 | Zwierzogród                |
| 2016 | Kubo i dwie struny         |
| 2016 | Vaiana: Skarb oceanu       |
| 2016 | Nazywam się Cukinia        |
| 2016 | Sing                       |
| 2017 | Coco                       |
| 2017 | Dzieciak rządzi            |
| 2017 | Fernando                   |
| 2017 | Żywiciel                   |
| 2017 | Twój Vincent               |
| 2018 | Spider-Man Uniwersum       |
| 2018 | Wyspa psów                 |
| 2018 | Mirai                      |
| 2018 | Ralph Demolka w Internecie |
| 2018 | Iniemamocni 2              |
| 2019 | Praziomek                  |
| 2019 | Toy Story 4                |
| 2019 | Kraina lodu II             |
| 2019 | Jak wytresować smoka 3     |
| 2019 | Król lew                   |

### 2020–2029
| Rok  | Film                   |
| ---- | ---------------------- |
| 2020 | Co w duszy gra         |
| 2020 | Krudowie 2: Nowa era   |
| 2020 | Naprzód                |
| 2020 | Sekret wilczej gromady |
| 2020 | Wyprawa na księżyc     |
| 2021 | Nasze magiczne Encanto |
| 2021 | Luca                   |
| 2021 | Moje slunce Mad        |
| 2021 | Przeżyć                |
| 2021 | Raya i ostatni smok    |